# Viver (filme de 2022)
Living (bra/prt: Viver) é um longa-metragem de drama britânico lançado em 2022 dirigido por Oliver Hermanus a partir de um roteiro de Kazuo Ishiguro, vencedor do Prêmio Nobel de Literatura em 2017, adaptado do filme japonês de 1952, Ikiru, dirigido por Akira Kurosawa, que por sua vez foi inspirado na novela russa de 1886, A morte de Ivan Ilyich de Liev Tolstoy. Situado em Londres em 1953, retrata um burocrata do departamento de Obras Públicas do condado (interpretado por Bill Nighy) enfrentando uma doença fatal. Sua estreia mundial ocorreu no Festival de Cinema de Sundance em 21 de janeiro de 2022 e foi lançado no Reino Unido em 4 de novembro de 2022, pela Lionsgate. O filme recebeu críticas positivas, com a atuação de Nighy recebendo elogios especiais além de uma indicação de Melhor Ator em filme de drama no Globo de Ouro de 2023.

## Elenco
- Bill Nighy como Mr. Williams
- Aimee Lou Wood como Miss Margaret Harris
- Alex Sharp como Mr. Peter Wakeling
- Tom Burke como Mr. Sutherland
- Adrian Rawlins como Mr. Middleton
- Hubert Burton como Mr. Rusbridger
- Oliver Chris como Mr. Hart
- Michael Cochrane como Sir James
- Anant Varman como Mr. Singh
- Zoe Boyle como Mrs. McMasters
- Lia Williams como Mrs. Smith
- Jessica Flood como Mrs. Porter
- Patsy Ferran como Fiona Williams
- Barney Fishwick como Michael Williams
- Nichola McAuliffe como Mrs. Blake

## Produção
Em outubro de 2020, o projeto foi anunciado com o romancista vencedor do Prêmio Nobel, Ishiguro como roteirista, além de Bill Nighy e Aimee Loud Wood contratados para estrelar. Em dezembro de 2020, a Lionsgate adquiriu os direitos de distribuição no Reino Unido. Em junho de 2021, as filmagens iniciaram no Reino Unido, Alex Sharp e Tom Burke foram anunciados para se juntar ao filme e a primeira imagem do filme foi lançada. Também foi anunciado que a Toho, distribuidora do filme original, havia adquirido os direitos ao Japão. O County Hall de Londres forneceu o cenário para o filme; além disso, o filme foi cofinanciado pela instituição de caridade County Hall Arts.

## Lançamento
Em janeiro de 2022, o filme estreou no Festival de Cinema de Sundance de 2022, onde foi anunciado que a Sony Pictures Classics havia adquirido os direitos de distribuição na América do Norte, América Latina, Índia, Escandinávia, Europa Oriental, Alemanha, África do Sul, Sudeste Asiático e companhias aéreas no mundo todo. Living foi exibido no BFI London Film Festival em outubro de 2022 e no TCL Chinese Theatre como parte do AFI Fest em 6 de novembro de 2022. O filme foi lançado nos cinemas no Reino Unido em 4 de novembro de 2022, com um lançamento limitado nos cinemas no Estados Unidos marcada para 23 de dezembro de 2022.

## Recepção

### Resposta da Crítica
No Rotten Tomatoes, o filme tem uma taxa de aprovação de 96% com base em 79 críticas, com uma classificação média de 8,2/10. O consenso dos críticos do site diz: "Living estabelece um padrão alto para si mesmo ao tentar refazer um clássico de Kurosawa - e o diretor Oliver Hermanus e a estrela Bill Nighy o superam de maneira triunfante". No Metacritic, ele possui uma pontuação média ponderada de 80 em 100, com base em 20 avaliações.

### Prêmios e Indicações
| Prêmios                                     | Data da Cerimônia       | Categoria                                           | Indicados                                                            | Resultado | Ref.          |
| ------------------------------------------- | ----------------------- | --------------------------------------------------- | -------------------------------------------------------------------- | --------- | ------------- |
| Hollywood Music in Media Awards             | 16 Novembro 2022        | Melhor Trilha Sonora Original em Filme Independente | Emilie Levienaise-Farrouch                                           | Venceu    | [ 13 ]        |
| British Independent Film Awards             | 4 Dezembro 2022         | Melhor Filme Independente Britânico                 | Oliver Hermanus, Kazuo Ishiguro, Stephen Woolley, Elizabeth Karlsen  | Indicado  | [ 14 ] [ 15 ] |
| British Independent Film Awards             | 4 Dezembro 2022         | Melhor Diretor                                      | Oliver Hermanus                                                      | Indicado  | [ 14 ] [ 15 ] |
| British Independent Film Awards             | 4 Dezembro 2022         | Melhor Performance Protagonista                     | Bill Nighy                                                           | Indicado  | [ 14 ] [ 15 ] |
| British Independent Film Awards             | 4 Dezembro 2022         | Melhor Performance Coadjuvante                      | Aimee Lou Wood                                                       | Indicado  | [ 14 ] [ 15 ] |
| British Independent Film Awards             | 4 Dezembro 2022         | Melhor Roteiro                                      | Kazuo Ishiguro                                                       | Indicado  | [ 14 ] [ 15 ] |
| British Independent Film Awards             | 4 Dezembro 2022         | Melhor Elenco                                       | Kahleen Crawford                                                     | Indicado  | [ 14 ] [ 15 ] |
| British Independent Film Awards             | 4 Dezembro 2022         | Melhor Figurino                                     | Sandy Powell                                                         | Indicado  | [ 14 ] [ 15 ] |
| British Independent Film Awards             | 4 Dezembro 2022         | Melhor Supervisão de Música                         | Rupert Hollier                                                       | Indicado  | [ 14 ] [ 15 ] |
| British Independent Film Awards             | 4 Dezembro 2022         | Melhor Direção de Arte                              | Helen Scott                                                          | Venceu    | [ 14 ] [ 15 ] |
| National Board of Review                    | 8 Dezembro 2022         | Top10 Filmes Independentes                          | Living                                                               | Venceu    | [ 16 ]        |
| Los Angeles Film Critics Association        | 11 Dezembro 2022        | Melhor Performance Protagonista                     | Bill Nighy                                                           | Venceu    | [ 17 ]        |
| Chicago Film Critics Association            | 14 Dezembro 2022        | Melhor Ator                                         | Bill Nighy                                                           | Indicado  | [ 18 ]        |
| Dallas–Fort Worth Film Critics Association  | 19 Dezembro 2022        | Melhor Ator                                         | Bill Nighy                                                           | 4º Lugar  | [ 19 ]        |
| Golden Globe Awards                         | 10 Janeiro 2023         | Melhor Ator em Filme – Drama                        | Bill Nighy                                                           | Indicado  | [ 20 ]        |
| Critics' Choice Movie Awards                | 15 Janeiro 2023         | Melhor Ator                                         | Bill Nighy                                                           | Indicado  | [ 21 ]        |
| Critics' Choice Movie Awards                | 15 Janeiro 2023         | Melhor Roteiro Adaptado                             | Kazuo Ishiguro                                                       | Indicado  | [ 21 ]        |
| London Film Critics' Circle                 | 5 Fevereiro 2023        | Filme do Ano                                        | Living                                                               | Pendente  | [ 22 ]        |
| London Film Critics' Circle                 | 5 Fevereiro 2023        | Filme Britânico/Irlandês do Ano                     | Living                                                               | Pendente  | [ 22 ]        |
| London Film Critics' Circle                 | 5 Fevereiro 2023        | Ator do ano                                         | Bill Nighy                                                           | Pendente  | [ 22 ]        |
| London Film Critics' Circle                 | 5 Fevereiro 2023        | Ator Britânico/Irlandês do Ano (pelo corpo da obra) | Bill Nighy                                                           | Pendente  | [ 22 ]        |
| Satellite Awards                            | 11 Fevereiro 2023       | Melhor Filme - Drama                                | Living                                                               | Pendente  | [ 23 ]        |
| Satellite Awards                            | 11 Fevereiro 2023       | Melhor Ator em Filme – Drama                        | Bill Nighy                                                           | Pendente  | [ 23 ]        |
| Satellite Awards                            | 11 Fevereiro 2023       | Melhor Roteiro Adaptado                             | Kazuo Ishiguro                                                       | Pendente  | [ 23 ]        |
| Satellite Awards                            | 11 Fevereiro 2023       | Melhor Figurino                                     | Sandy Powell                                                         | Pendente  | [ 23 ]        |
| British Academy of Film and Television Arts | 19 de fevereiro de 2023 | Melhor Ator                                         | Bill Nighy                                                           | Indicado  | [ 24 ]        |
| British Academy of Film and Television Arts | 19 de fevereiro de 2023 | Melhor Roteiro Adaptado                             | Kazuo Ishiguro                                                       | Indicado  | [ 24 ]        |
| British Academy of Film and Television Arts | 19 de fevereiro de 2023 | Melhor Filme Britânico                              | Oliver Hermanus, Elizabeth Karlsen, Stephen Woolley e Kazuo Ishiguro | Indicado  | [ 24 ]        |